# Slovenské Pravno
Slovenské Pravno (Hongaars: Tótpróna) is een Slowaakse gemeente in de regio Žilina, en maakt deel uit van het district Turčianske Teplice.
Slovenské Pravno telt 956 inwoners.